# Pelican West
Az 1982-es Pelican West a Haircut One Hundred debütáló nagylemeze. Az albumon olyan slágerek hallhatók, mint a Love Plus One vagy a Favourite Shirts (Boy Meets Girl). 1992-ben CD-n is megjelent öt bónuszdallal Pelican West Plus címmel. Szerepel az 1001 lemez, amit hallanod kell, mielőtt meghalsz című könyvben.

## Az album dalai
|     | Cím                                       | Szerző(k)          | Hossz |
| --- | ----------------------------------------- | ------------------ | ----- |
| 1.  | Favourite Shirts (Boy Meets Girl)         | Nick Heyward       | 3:05  |
| 2.  | Love Plus One                             | Heyward            | 3:33  |
| 3.  | Lemon Firebrigade                         | Heyward            | 3:54  |
| 4.  | Marine Boy                                | Heyward            | 3:28  |
| 5.  | Milk Farm                                 | Heyward            | 2:56  |
| 6.  | Kingsize (You're My Little Steam Whistle) | Heyward            | 4:23  |
| 7.  | Fantastic Day                             | Heyward            | 3:13  |
| 8.  | Baked Bean                                | Heyward            | 4:02  |
| 9.  | Snow Girl                                 | Heyward            | 2:56  |
| 10. | Love's Got Me in Triangles                | Heyward, Les Nemes | 3:36  |
| 11. | Surprise Me Again                         | Heyward            | 3:17  |
| 12. | Calling Captain Autumn                    | Heyward            | 4:02  |

## Fordítás
Ez a szócikk részben vagy egészben a Pelican West című angol Wikipédia-szócikk ezen változatának fordításán alapul.  Az eredeti cikk szerkesztőit annak laptörténete sorolja fel. Ez a jelzés csupán a megfogalmazás eredetét és a szerzői jogokat jelzi, nem szolgál a cikkben szereplő információk forrásmegjelöléseként.